# جاكي فيرنون
جاكي فيرنون (بالإنجليزية: Jackie Vernon)‏ (26 سبتمبر 1918 ببلفاست في المملكة المتحدة - 24 أغسطس 1981 ببلفاست في المملكة المتحدة) هو مدرب كرة قدم ولاعب كرة قدم أيرلندي شمالي في مركز الدفاع. شارك مع منتخب أيرلندا الشمالية لكرة القدم ومنتخب أيرلندا لكرة القدم ومنتخب جمهورية أيرلندا لكرة القدم ومنتخب المملكة المتحدة الوطني لكرة القدم. أما مع النوادي، فقد لعب مع نادي شامروك روفرز ونادي كروسيدرز ووست بروميتش ألبيون وBelfast Celtic F.C. ‏.

## وصلات خارجية
- جاكي فيرنون على موقع قاعدة بيانات كرة القدم.إي يو (الإنجليزية)
- جاكي فيرنون على موقع ناشيونال فوتبول تيمز (الإنجليزية)